# Club Deportiu Blanes
El Club Deportiu Blanes és el club de futbol més representatiu del municipi de Blanes.

## Història
El CD Blanes va ser fundat per estiuejants barcelonins, arrelats a Blanes, la primavera de l'any 1913. Entre els directius existien simpatitzants tant del Barça com de l'Espanyol, fet que va donar peu a una votació per decidir quins havien de ser els colors de la vestimenta i on resultaren guanyadors els colors blanc i blau de l'Espanyol.
La primera alineació del club va ser la formada per:
- Porter: Cels Bassols
- Defenses: Josep Roger, Rossend Toses
- Mitjos: Salvador Ros, Panxo Vieta, Sol
- Davanters: Roch, Perpinyà, B. Jalpí, Matas "Tol", Esteveta Gibernau "Calafat"

Ingressà a la federació catalana el 1934 i durant els primers temps disputà campionats amateurs. L'etapa més brillant del Club fou entre els anys 1985 i 1994, amb nou temporades consecutives a Tercera Divisió, destacant un quart lloc l'any 1989. També el període 2003-2006, amb tres ascensos consecutius —assolint en tots el primer lloc— des de Primera Territorial fins a Tercera Divisió. El 1966 fou subcampió de la Copa Catalana i el 1990 es proclamà campió de la primera edició oficial de la Copa Generalitat. El camp municipal dels Pins fou inaugurat el 1921.

## Palmarès
- 1a Divisió Catalana: 
  - Grup I 2005/06
- Preferent Territorial: 
  - Grup I 1984/85,Grup I 2004/05
- Primera Territorial: 
  - Grup I 1970/71, Grup I 2003/04
- Tercera Catalana: 
  - Grup XVI 2018/19
- Copa Catalunya:
  - 1989-90
- Lliga Amateur:[2]
  - 1932 (Amateur de Blanes)

## Temporades
Fins a l'any 2011-12 el club ha militat 13 vegades a Tercera Divisió, 4 a Primera Catalana i 6 a Preferent Territorial.